# Чернявский, Виталий Геннадиевич
Виталий Геннадьевич Чернявский (2 февраля 1920 года, Краснодар — 2005 год., Москва) — советский разведчик, журналист и писатель.

## Биография
В 1937 г. окончил школу и поступил в Московский институт стали им. Сталина.
В начале войны по партнабору направлен в органы НКВД.
С 1941 г. до начала 1944 года служил оперативным сотрудником Особых отделов НКВД (военная контрразведка).
Член ВКП(б) с сентября 1943 г.
В 1944 г. окончил курсы усовершенствования офицерского состава ГУКР СМЕРШ и направлен на работу в разведку.
Работу в разведке начал под началом Александра Короткова.
В 1944—1946 гг. работал в Бухаресте.
В 1953 году Старший советник МВД СССР при МГБ Румынии.
С сентября 1953 г. по декабрь 1956 г. работал в Берлине.
В феврале 1962 г. стал обозревателем Главной редакции политических публикаций АПН, а затем заместителем главного редактора этого подразделения.
С 1965 по 1968 г. председатель Иностранной комиссии Союза писателей СССР, а затем до 1990 года работал в редакции политического еженедельника «Новое время», занимая должности ответственного секретаря, заместителя и первого заместителя ответственного редактора.
Член Союза Писателей СССР и Литературного фонда СП СССР. Заслуженный работник культуры РСФСР.
Награды: ордена Красного Знамени (26 августа 1954 г.), Трудового Красного знамени, 2 ордена Отечественной войны II степени, Почетная грамота Президиума Верховного Совета РСФСР.